# Спецано дела Сила
Спеца̀но дела Сѝла (на италиански: Spezzano della Sila, на местен диалект Spezzànu Rànnë, Спецану Ранъ) е малко градче и община в Южна Италия, провинция Козенца, регион Калабрия. Разположено е на 850 m надморска височина. Населението на общината е 4688 души (към 2010 г.).